# Nordostpassage

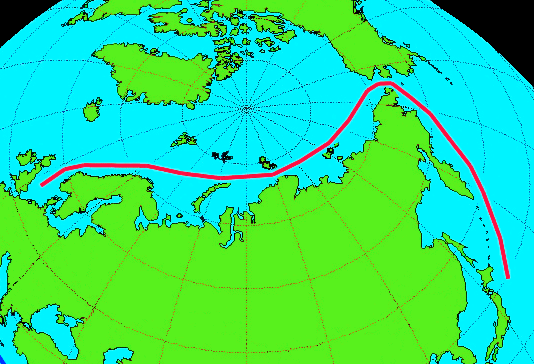
Nordostpassage

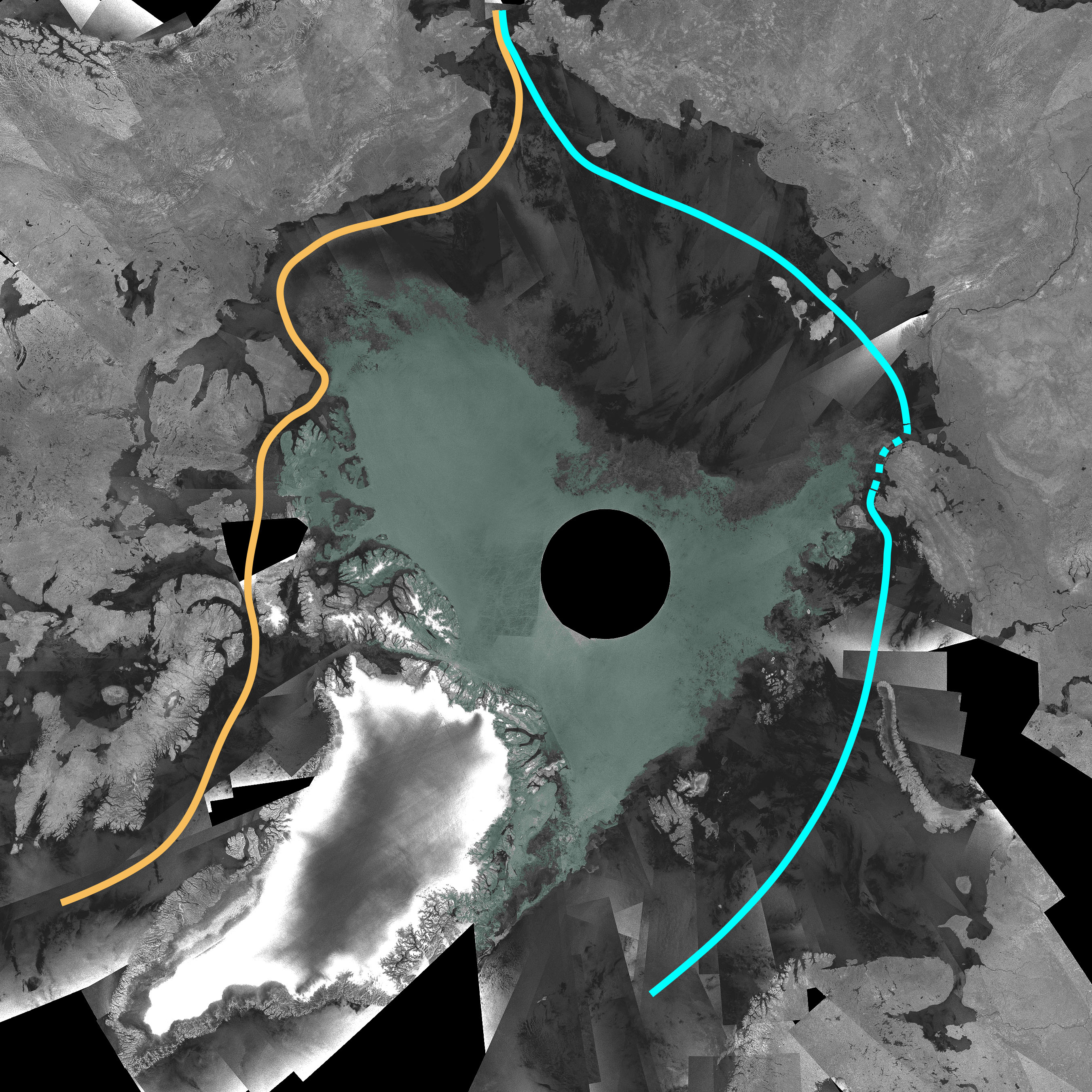
Bild des Satelliten „Envisat“ (September 2007):
Orange Linie: Die kürzeste Schiffs- und Handelsroute „Nordwestpassage“
Hellblau: Nur geringfügig von Eis blockierte Nordostpassage

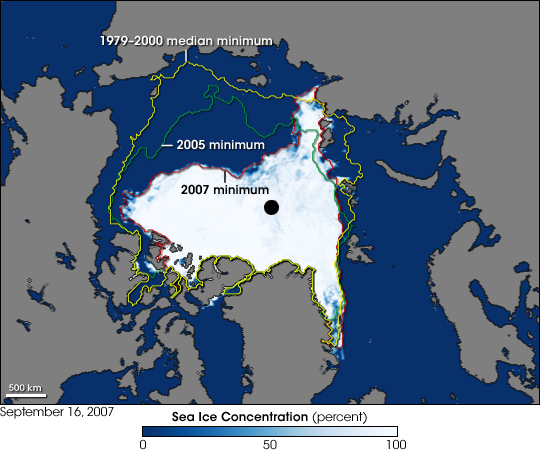
Die Ausdehnung der arktischen Eisfläche im Jahr 2007 im Vergleich zu früheren Jahren

Die Nordostpassage, auch Nördlicher Seeweg (russisch Северный морской путь, abgekürzt als Akronym Севморпуть), ist ein Seeweg im Nordpolarmeer entlang der Nordküste Eurasiens, der Atlantik und Pazifik verbindet. Dieser Seeweg ist rund 6.500 Kilometer lang und führt vom Europäischen Nordmeer durch Barents-, Kara-, Laptew-, Ostsibirische und Tschuktschensee bis zur Beringstraße und spielt damit für die Transarktische Schifffahrt eine Rolle.

## Geschichte
Erste Erkundungen der Nordostpassage fanden im 16. Jahrhundert durch englische und niederländische Seefahrer wie Hugh Willoughby und Willem Barents statt, scheiterten jedoch im Packeis. Nach drei erfolglosen Expeditionen in den Jahren 1594 bis 1596 unternahmen die Niederländer vorerst keine weiteren Versuche, die Passage zu finden. Anfang des 17. Jahrhunderts gelangten russische Robbenjäger und Händler bis zum Kap Tscheljuskin; 1648 umsegelten Semjon Deschnjow zusammen mit Fedot Popow und Gerassim Ankudinow die Tschuktschen-Halbinsel. Andere sibirische Küstenabschnitte wurden ab 1733 im Verlauf der Zweiten Kamtschatkaexpedition von Vitus Bering erforscht.
Der Berner Samuel Engel (1702–1784) schrieb geografische Abhandlungen zur Möglichkeit einer Nordostpassage.

## Durchquerungen und wirtschaftliche Nutzung
Die erste Gesamtdurchfahrt, mit einer Überwinterung, gelang Adolf Erik Nordenskiöld 1878/79. Erst 53 Jahre später (1932) gelang dem eistauglichen Frachter Alexander Sibirjakow die erste Durchfahrt ohne Überwinterung. Daraufhin richtete die Sowjetunion die Hauptverwaltung Nördlicher Seeweg ein. Im Sommer 1940 drang der deutsche Hilfskreuzer Komet mit Hilfe russischer Eisbrecher durch die Nordmeerpassage in sein Operationsgebiet im Pazifik vor. In den 1950er und 1960er Jahren wurde der Seeverkehr durch Anlage der Häfen Dikson, Tiksi, Pewek und Prowidenija systematisch ausgebaut und die Schifffahrtsperiode durch den Einsatz leistungsfähiger Eisbrecher verlängert. So benötigte im Mai/Juni 1978 der Atomeisbrecher Sibir 18 Tage für den Weg von Murmansk bis zur Beringstraße. Seit 1967 ist die Nordostpassage für die internationale Seeschifffahrt freigegeben, aber meistens nur während der Sommermonate nutzbar.
Der westliche Abschnitt des Seewegs (Karasee mit den Häfen Murmansk und Archangelsk im Westen bis Dikson und Dudinka bei Norilsk im Osten) ist fast ganzjährig befahrbar, transportiert werden vor allem Erze westwärts und Versorgungsgüter ostwärts. Im östlichen Abschnitt (Nordwik, Tiksi, Pewek) ist die Durchfahrtmöglichkeit durch schwer zu passierende Packeisabschnitte eingeschränkt, so dass das Transportaufkommen 1989 nur etwa ein Zehntel des westlichen Abschnitts betrug und die Häfen hauptsächlich aus dem Osten versorgt werden.
Der Zusammenbruch der Sowjetunion führte in den 1990er Jahren wegen der relativ hohen Transportkosten (vor allem Eisbrecher, Eisaufklärung) unter marktwirtschaftlichen Bedingungen zu einem Rückgang des Schiffsverkehrs, so dass die Nutzung des Nördlichen Seewegs zwischenzeitlich praktisch zum Erliegen kam, mit gravierenden Folgen für die an ihm gelegenen Städte wie Tiksi, die sich seitdem zunehmend entvölkern.
Klimatische Veränderungen könnten die Durchfahrt jedoch wieder wirtschaftlich werden lassen. Denn der traditionelle Seeweg von Europa nach Asien (Rotterdam–Tokio) durch den Sueskanal beträgt 21.100 Kilometer, der Weg durch die Nordwestpassage dagegen nur noch 15.900 Kilometer, und die Route durch die Nordostpassage ist mit nur 14.100 Kilometern Länge noch einmal fast 2.000 Kilometer kürzer. Die Nordwest- und Nordostpassage waren dabei am 29. August 2008 erstmals beide gleichzeitig eisfrei, und auch in den Folgejahren blieb es die Nordostpassage stets für einige Wochen zwischen August und Anfang Oktober, wobei sich die Dauer der Passierbarkeit immer mehr auszudehnen scheint.
So wurde etwa bei der Erkundungsfahrt eines chinesischen Eisbrechers vom Pazifik nach Island im August 2012 weitaus weniger Eis angetroffen als erwartet, so dass für die Rückfahrt eine wesentlich näher am Nordpol vorbeiführende und damit kürzere Route gewählt werden konnte.
Ein Wiederaufleben der kommerziellen Nutzung der Nordostpassage brachte das Jahr 2009, als die in Bremen ansässige Beluga-Reederei erstmals wieder mit zwei Handelsschiffen diesen Seeweg nutzte und auf diese Weise 5.400 km gegenüber der traditionellen Route durch den Sueskanal und das Mittelmeer einsparte. Die dazu am 21. August 2009 von Wladiwostok aufgebrochenen Schiffe Beluga Fraternity und Beluga Foresight besaßen nach Reederei-Angaben Eisklasse E3 und waren damit für diese nördliche Passage geeignet. Auf dem Weg nach Europa wurde ein Zwischenstopp im sibirischen Hafen Nowy Port eingelegt. Geführt wurden die Schiffe von russischen Kapitänen.
Im Juli 2010 durchfuhren dann erstmals zwei Tanker der russischen Reederei Sowkomflot die Nordostpassage. Die beiden Schiffe Warsuga und Indiga wurden dabei von Wladiwostok bis nach Pewek in Ostsibirien von einem Eisbrecher begleitet. Insgesamt nutzten 2010 zehn Schiffe die Möglichkeit zur Passage.
Von 2010 auf 2011 nahm die Menge der durch die Nordostpassage transportierten Güter um mehr als das siebenfache auf 0,82 Mio. Tonnen zu, transportiert von 34 Schiffen. Im Folgejahr 2012 wurden bereits 46 Schiffe mit 1,26 Mio. Tonnen gemeldet. Über die Eisbrecherbegleitung, Versicherungsprämien plus Risikozuschläge dieser Reisen gab es, außer dass die russischen Behörden eine Gebühr berechnen, keine Informationen.
Zwischenzeitlich wurde der Ausbau der Nordostpassage zu einer bedeutenden Verkehrsader auch zu einem offiziellen Ziel der russischen Regierung erklärt und Ende 2011 ein neues Gesetz zur Klärung des rechtlichen Rahmens ihrer künftigen Nutzung verabschiedet. Außerdem wurden erhebliche Investitionen in die Modernisierung und Erweiterung der Eisbrecherflotte sowie die begleitende Infrastruktur der Schiffsroute (wie z. B. die Anschaffung moderner Kommunikations- und Navigationsmittel) beschlossen, zu denen auch der ab 2013 vorangetriebene Bau des für den Flüssigerdgas-Export vorgesehenen Hafens Sabetta gehört.
In der Schifffahrtssaison 2013 wurden 71 kommerzielle Fahrten durch die Nordostpassage gezählt, über siebenmal so viele wie 2010.
Im Sommer 2014 (15. August bis 7. September) durchfuhr das Expeditionskreuzfahrtschiff Hanseatic (Hapag-Lloyd Cruises) unter Kapitän Thilo Natke als erstes nicht-russisches Passagierschiff die Nordostpassage von Prowidenija bis Murmansk, also von Osten nach Westen. Auf dieser Fahrt gelangte das Schiff am 27. August 2014 auch an den nördlichsten Breitengrad der Erde, den bisher ein Nicht-Eisbrecher erreichte: 85° 40′ 46,9″ N, 135° 38′ 52,4″ O. 2015 durchfuhr die Bremen von Hapag-Lloyd unter Kapitän Jörn Gottschalk diesen Seeweg als erstes nicht-russisches Passagierschiff von Westen nach Osten.
Ein speziell dafür gebauter und nach Christophe de Margerie benannter Flüssiggastanker durchfuhr im Sommer 2017 erstmals die Nordostpassage ohne Hilfe eines Eisbrechers. Im September 2018 nahm die Venta Maersk als erstes Containerschiff dieser Größe und als drittes Frachtschiff überhaupt die Nordostpassage durch das Polarmeer ohne Eisbrecher.
Im Jahr 2019 wurden nach der Statistik der Northern Sea Route Administration 31,5 Mio. Tonnen befördert, davon waren 20,5 Mio. Tonnen LNG, hauptsächlich vom Terminal Sabetta. Die russische Behörde meldete für das Jahr 2019 Komplettpassagen von 37 Schiffen mit 697.200 t Transportgut. Die Zahl der vollständigen Durchfahrten durch die Nordostpassage ohne Anlaufen eines russischen Hafens ist (noch) gering.

## Film
- Wolfgang Mertin: 360° – Geo Reportage. Arktis – Die Route der Atomeisbrecher. Frankreich, Deutschland, 2008, 43 Min. (Der Film hat einen Polarfrachter aus Archangelsk von West nach Ost durchs Eismeer begleitet und dabei auch einen Blick ins Innere eines der acht größten russischen Atomeisbrecher zeigen können.)
- Nach einem großangelegten vierjährigen Expeditionsprojekt zur Erforschung der Geschichte des Nördlichen Seewegs (2016–2019) schuf Leonid Kruglow einen Dokumentarfilm über die Entdeckungen der arktischen Regionen Russlands durch Semjon Deschnjow und  seine Nachfolger.[14]